# Challenger de Quimper 2016
El torneo Open BNP Paribas Banque de Bretagne 2016 es un torneo profesional de tenis. Pertenece al ATP Challenger Series 2016. Se disputará su 6.ª edición sobre superficie dura, en Quimper, Francia entre el 29 de febrero al 6 de marzo de 2016.

## Jugadores participantes del cuadro de individuales
| Favorito | País                       | Jugador               | Rank1 | Posición en el torneo |
| -------- | -------------------------- | --------------------- | ----- | --------------------- |
| 1        | Bandera de Francia         | Paul-Henri Mathieu    | 69    | FINAL                 |
| 2        | Bandera de Ucrania         | Sergiy Stakhovsky     | 92    | Baja                  |
| 3        | Bandera de Alemania        | Jan-Lennard Struff    | 108   | Segunda ronda         |
| 4        | Bandera de Eslovaquia      | Lukáš Lacko           | 109   | Cuartos de final      |
| 5        | Bandera de Francia         | Pierre-Hugues Herbert | 115   | Baja                  |
| 6        | Bandera de República Checa | Adam Pavlásek         | 147   | Primera ronda         |
| 7        | Bandera de Francia         | Kenny de Schepper     | 150   | Primera ronda         |
| 8        | Bandera de Rusia           | Karen Jachanov        | 152   | Segunda ronda         |

- 1 Se ha tomado en cuenta el ranking del 22 de febrero de 2016.

### Otros participantes
Los siguientes jugadores recibieron una invitación (wild card), por lo tanto ingresan directamente al cuadro principal (WC):
- Gregoire Barrere
- Albano Olivetti
- Maxime Tabatruong
- Maxime Teixeira

Los siguientes jugadores ingresan al cuadro principal tras disputar el cuadro clasificatorio (Q):
- Romain Jouan
- Tobias Kamke
- Andréi Rubliov
- Alexandre Sidorenko

## Campeones

### Individual Masculino
- Andréi Rubliov derrotó en la final a  Paul-Henri Mathieu, 6–7(6), 6–4, 6–4

### Dobles Masculino
- Tristan Lamasine /  Albano Olivetti derrotaron en la final a  Nikola Mektić /  Antonio Šančić , 6-2, 4-6, [10-7]